# Grabów Zaleśny
Grabów Zaleśny is een plaats in het Poolse district  Kozienicki, woiwodschap Mazovië. De plaats maakt deel uit van de gemeente Grabów nad Pilicą en telt 50 inwoners.